# Это мы (2-й сезон)
Второй сезон американского драматического телесериала «Это мы» премьера которого состоялась на канале NBC 26 сентября 2017 года, а заключительная серия сезона вышла 13 марта 2018 года. Сезон состоит из восемнадцати эпизодов.

## В ролях

### Основной состав
- Майло Вентимилья — Джек Пирсон.
- Мэнди Мур — Ребекка Пирсон.
- Стерлинг К. Браун — Рэндалл Пирсон.
- Крисси Метц — Кейт Пирсон.
- Джастин Хартли — Кевин Пирсон.
- Сьюзан Келечи Уотсон — Бет Пирсон, жена Рэндалла.
- Крис Салливан — Тоби Деймон, парень, позже муж Кейт.
- Рон Сефас Джонс — Уильям Хилл, биологический отец Рэндалла.
- Эрис Бэйкер — Тесс Пирсон, старшая дочь Рэндалла и Бет Пирсон.
- Фэйти Херман — Энни Пирсон, младшая дочь Рэндалла и Бет Пирсон.
- Лирик Росс — Дежа, приемная дочь Рэндалла и Бет Пирсон.
- Александра Брекенридж — Софи, бывшая жена Кевина.
- Джон Уэртас — Мигель Ривас.

### Второстепенный состав
- Рон Ховард — Рон Ховард, продюсер фильма, в котором снимается Кевин.
- Сильвестр Сталлоне — Сильвестр Сталлоне, актер, партнер Кевина по фильму.
- Дебра Джо Рапп — Линда, социальный работник.
- Кейт Томпсон — Мэдисон, подруга Кейт.
- Джой Брансон — Шона, мать Дежи.
- Питер Онорати — Стэнли Пирсон, отец Джека.

## Эпизоды
| № общий | № в сезоне | Название                                                                       | Режиссёр                   | Автор сценария                          | Дата премьеры    | Произв. код | Зрители в США (млн) |
| --- | ---------- | ------------------------------------------------------------------------------ | -------------------------- | --------------------------------------- | ---------------- | ----------- | ------------------- |
| 19 | 1          | «Отцовский совет» «A Father's Advice»                                          | Кен Олин                   | Дэн Фогельман                           | 26 сентября 2017 | 2AZC01      | 12,94               |
| Наступает 37-й день рождения "Большой Тройки". В этот день Рэндалл узнает, что Бэт, не поддерживает его идею усыновить ребенка. После откровенного разговора, Рэндалл и Бэт всё же решаются на усыновление, но не младенца, а ребёнка более старшего возраста. Кейт идет на прослушивание, которое проваливает. Но оптимизм в нее вселяет то, что отказывают ей из-за ее неопытности, а не из-за лишнего веса; Кейт уверена, что она может пробиться наверх. Лучшим подарком на день рождения Кевину становится прилетевшая его поздравить Софи, его бывшая жена. Кевин и Софи дают своим отношения еще один шанс, они любят друг друга и очень близки. |            |                                                                                |                            |                                         |                  |             |                     |
| 20 | 2          | «Триумфальное возвращение Няня» «A Manny-Splendored Thing»                     | Джон Фортенберри           | Дэн Фогельман и Бека Брунстеттер        | 3 октября 2017   | 2AZC02      | 11,06               |
| Кевин на время возвращается в комедийный сериал "Мэнни", чтобы участвовать в 100-м юбилейном эпизоде. Автор намеренно дает ему унизительную роль. Однако Софи помогает Кевину с достоинством выполнить свою работу. Все Пирсоны прилетают поддержать Кевина на съёмках. Рэндалл признается Бет, что беспокоится, сможет ли он воспитать уже взрослого ребенка, у которого могут быть серьезные проблемы. Бет заверяет Рэндалла, что у них все получится, и они рассказывают дочерям о своих намерениях. Кейт в качестве певицы выступает на своем первом концерте. Ребекка и Тоби приходят послушать Кейт. |            |                                                                                |                            |                                         |                  |             |                     |
| 21 | 3          | «Дежавю» «Déjà Vu»                                                             | Джон Рекуа и Гленн Фикарра | Айзек Аптейкер и Элизабет Бергер        | 10 октября 2017  | 2AZC03      | 11,02               |
| На съемочной площадке Кейт- пришедшая поддержать Кевина, встречает Сильвестр Сталлоне, любимого актера Джека Пирсона, и рассказывает ему, что его фильмы значили для ее отца и всей их семьи. Слова об отце от кумира выбивают почву из под ног Кевина и он проваливает эпизод. Оказывается Кевин вообще еще не готов говорить с кем-либо о смерти Джека. Рэндалл и Бэт становятся опекунами двенадцатилетней девочки Дежи. С первых же минут подростка в доме Рэндалл понимает, что впервые столкнулся с тем, что действительно сложно. |            |                                                                                |                            |                                         |                  |             |                     |
| 22 | 4          | «Всё ещё там» «Still There»                                                    | Кен Олин                   | Вера Херберт                            | 17 октября 2017  | 2AZC04      | 10,65               |
| Дежа тяжело адаптируется в доме Рэндалла, да и самим Пирсонам не просто. Кевин после операции на колене старается встать как можно быстрее, его преследуют воспоминания о травме, прервавшей в юности его футбольную карьеру. Чтобы не пропускать съёмки Кевин начинает принимать обезболивающие препараты. Кейт узнает, что она беременна. |            |                                                                                |                            |                                         |                  |             |                     |
| 23 | 5          | «Братья» «Brothers»                                                            | Джон Рекуа и Гленн Фикарра | Тайлер Бенсингер                        | 24 октября 2017  | 2AZC05      | 10,60               |
| Кейт объявляет Тоби о своей беременности. Тоби не просто рад, он в экстазе, но Кейт очень боится и запрещает ему радоваться раньше времени. Под действием алкоголя и лекарств Кевин, пропускает свое выступление на благотворительном аукционе в госпитале Софи, тем самым сильно подводит свою девушку. Рэндаллу удается заслужить доверие Дежи. |            |                                                                                |                            |                                         |                  |             |                     |
| 24 | 6          | «Двадцатые» «The 20's»                                                         | Реджина Кинг               | Дон Рус                                 | 31 октября 2017  | 2AZC06      | 8,43                |
| Когда "Большой тройке" было чуть за двадцать, Кейт днем работает официанткой, а вечером учится в университете. Она встречается с женатым мужчиной, но эти отношения не делают ее счастливой. Кевин- начинающий актер, отчаянно нуждающийся в ролях. Тем временем Рэндалл и Бет готовятся к рождению своей первой дочери. Двумя месяцами ранее Рэндалл пережил нервный срыв и еще не до конца восстановился. Преждевременное рождение малышки, как ни странно, возвращает новоявленному отцу душевное спокойствие и уверенность в себе. |            |                                                                                |                            |                                         |                  |             |                     |
| 25 | 7          | «Самый разочарованный человек» «The Most Disappointed Man»                     | Крис Кох                   | Кей Ойеган                              | 7 ноября 2017    | 2AZC07      | 9,89                |
| Кейт и Тоби объявляют Кевину о своей беременности. Они планируют в скором времени расписаться в мэрии, но Тоби делает Кейт красивое предложение и настаивает на пышной свадьбе, свадьбе мечты. Кевин продолжает злоупотреблять обезболивающими и алкоголем, между ним и Софи возникает напряжение. Кевин покупает не одно, а три великолепных кольца для своей любимой, но говоря с Софи, не делает ей предложения, а разравает отношения. Рэндалл встречается в тюрьме с матерью Дежи, Шоной. Разговор получается острый, однако Рэндалл решает не препятствовать общению Дежи с матерью и разрешает Шоне звонить им домой. |            |                                                                                |                            |                                         |                  |             |                     |
| 26 | 8          | «Первый» «Number One»                                                          | Кен Олин                   | К. Дж. Стейнберг                        | 14 ноября 2017   | 2AZC08      | 10,05               |
| Кевин, измученный злоупотреблением сильнодействующих обезболивающих и алкоголя, летит на вечер встреч выпускников колледжа, где он является почетным гостем. Он окунается в прошлое, в воспоминания о травме, прервавшей его спортивную карьеру, в воспоминания об отце, это только усиливает его депрессию. Сильнейшим ударом для Кевина становится, то что он теряет и не может найти кулона Джека. Кевин не снимал этот кулон с момента смерти отца. У Кейт случается выкидыш. |            |                                                                                |                            |                                         |                  |             |                     |
| 27 | 9          | «Второй» «Number Two»                                                          | Кен Олин                   | К. Дж. Стейнберг и Шукри Хассан Тилгман | 21 ноября 2017   | 2AZC09      | 9,34                |
| Кейт и Тоби тяжело переживают потерю ребенка. Кейт замыкается в своем горе, стараясь справиться с происшедшим в одиночку. Ребекка прилетает поддержать дочь. Поддержка Ребекки и ее откровения о том, как она сама потеряла в родах третьего ребенка и как перешивала утрату помогают Кейт. Кейт находит в себе силы поговорить с Тоби о случившимся с ними и о том, что хочет попробовать еще раз зачать и выносить ребенка. |            |                                                                                |                            |                                         |                  |             |                     |
| 28 | 10         | «Третий» «Number Three»                                                        | Кен Олин                   | Шукри Хассан Тилгман                    | 28 ноября 2017   | 2AZC10      | 10,94               |
| Обвинения против матери Дежи, Шоны, сняты; и она сразу же приходит к дому Рэндалла и Бет, чтобы забрать свою дочь. Рэндаллу и Бет предстоит сделать очень тяжелый выбор, от которого зависит их будущее и будущее Дежи. После сомнений и колебаний Рэндалл понимает, что дом Дежи с Шоной; Бет соглашается. Несмотря на случившиеся, Рэндалл и Бет готовы взять в свою семью еще одного брошенного ребенка. Кевин арестован за вождение в нетрезвом виде; Тесс, дочь Рэндалла и Бет, была в машине вместе с ним. |            |                                                                                |                            |                                         |                  |             |                     |
| 29 | 11         | «Пятое колесо» «The Fifth Wheel»                                               | Крис Кох                   | Вера Херберт                            | 9 января 2018    | 2AZC11      | 9,65                |
| За вождение в состоянии алкогольного опьянения судья помещает Кевина в реабилитационный лагерь. Все Пирсоны собираются вместе в лагере, чтобы поддержать Кевина. Психотерапевт Кевина, Барбара, считает крайне важным поговорить о прошлом, о детстве и о том, что спровоцировало зависимость Кевина. В разговоре Кевин упрекает мать в том, что она любит Рэндалла больше. Кейт начинает задумываться о том, что ее ожирение- это тоже своего рода зависимость и имеет наследственную природу. Кейт признается Тоби, что после потери ребенка она сорвалась и злоупотребляла вредной едой, это давало ее хоть какое-то временное утешение. |            |                                                                                |                            |                                         |                  |             |                     |
| 30 | 12         | «Клуни» «Clooney»                                                              | Зетна Фуэнтес              | Бека Брунстеттер                        | 16 января 2018   | 2AZC12      | 9,82                |
| У Кевина заканчивается курс лечения от алкоголизма и он выходит из клиники, чтобы не сорваться и как-то облегчить себе адаптацию к жизни в социуме, Кевин решает первое время жить у Ребекки (матери). Кевину не просто найти общий язык с Мигелем, новым мужем его матери. Кейт пытается выбрать идеальное свадебное платье. Мэдисон предлагает свою помощь и это оказывается очень кстати. Девушки сближаются. Наконец то у Кейт, которая тяжело сходится с людьми, появилась лучшая подруга, Мэдисон. Рэндалл пытается как можно больше узнать об Уильяме, едет в дом, где тот раньше жил, говорит с соседями и друзьями своего отца. В итоге Рэндалл говорит Бет, что хочет вместе с ней купить и управлять ветхим зданием, где жил отец.                                           |            |                                                                                |                            |                                         |                  |             |                     |
| 31 | 13         | «Наступит тот день» «That'll Be the Day»                                       | Ута Бризевиц               | Кей Ойеган и Дон Рус                    | 23 января 2018   | 2AZC13      | 9,37                |
| Рэндалл и Бет покупают старое здание, где жил Уильям. Рэндалл горит идеей отремонтировать дом, улучшив тем самым условия жизни квартиросъемщиков, но он сразу сталкивается с неожиданными трудностями. Кевин, старающийся отвлечься от мыслей о своей зависимости и занять время делом, приходит на помощь брату. Также Кевин пытается загладить свою вину перед Софи. Знаковым событием для Кевина становится то, что он получает назад, ранее потерянный, кулон отца. Кейт узнает, что Тоби мечтает завести собаку. Она боится, что новая собака будет напоминать ее о смерти отца, но все равно делает любимому желанный подарок- щенка. |            |                                                                                |                            |                                         |                  |             |                     |
| 32 | 14         | «Воскресенье Супербоула» «Super Bowl Sunday»                                   | Джон Рекуа и Гленн Фикарра | Дэн Фогельман                           | 4 февраля 2018   | 2AZC14      | 26,97               |
| В 1998 году Джек Пирсон спасает семью из горящего дома, затем возвращается за собакой Кейт. Все живы. Только Джек госпитализирован, так как вдохнул много дыма. Внезапно Джек умирает от остановки сердца. 20—ю годовщину смерти Джека Пирсона, каждый член семьи проводит по своему. Рэндалл устраивает вечеринку, в то время как Кевин и Кейт грустят о прошлом, Ребекка делает любимую лазанью Джека. |            |                                                                                |                            |                                         |                  |             |                     |
| 33 | 15         | «Машина» «The Car»                                                             | Кен Олин                   | Айзек Аптейкер и Элизабет Бергер        | 6 февраля 2018   | 2AZC15      | 10,13               |
| Ребекка, Кейт, Кевин и Рэндалл тяжело переживают смерть Джека. Все они находятся в шоковом состоянии. Кейт винит себя в смерти отца, так как ради нее он вернулся в горящий дом за собакой и вдохнул смертельную дозу дыма. Ребекка пытается успокоить дочь, говоря, что в случившимся нет ее вины, что Джек сам принял такое решение. Пирсонам нужно проститься с Джеком. По его желанию, они разбрасывают пепел Джека под особенным для их отца деревом, но Кейт оставляет немного и забирает урну с прахом себе. Завершают этот день Ребекка с детьми на концерте, билеты на который Джек купил еще до своей смерти, чтобы порадовать семью. |            |                                                                                |                            |                                         |                  |             |                     |
| 34 | 16         | «Вегас, детка» «Vegas, Baby»                                                   | Джоанна Кернс              | Лора Кенар                              | 27 февраля 2018  | 2AZC16      | 9,74                |
| Кейт и Тоби решают отпраздновать мальчишник и девичник в столице разврата и азартных игр. Они отправляются в Лас-Вегас, где собираются провести самые отвязные выходные в своей жизни. Однако с первых же минут все идет не по плану. Мысли о Деже, у которой явно не все в порядке, не дают расслабиться Рэндаллу и Бет, пара сильно ссориться и Кейт попадает в центр конфликта. Кевин переживает из-за фильма, он узнает что много сцен с его участием вырезали. Стрессовая ситуация на работе и множество искушений вокруг не дают Кевину повеселиться на мальчишнике. Тоби поддерживает Кевина и Рэндалла, помогает найти выход. По дороге домой, Бет решает, что они должны навестить Дежу; они находят ее и Шону живущими в машине. Дежа возвращается жить в дом Рэндалла и Бет. |            |                                                                                |                            |                                         |                  |             |                     |
| 35 | 17         | «Эта большая невероятная прекрасная жизнь» «This Big, Amazing, Beautiful Life» | Ребекка Эшер               | Кей Ойеган                              | 6 марта 2018     | 2AZC17      | 8,90                |
| История рождения и раннего детства Дежи оказывается очень грустной и непростой. Девочка много раз оставалась без внимания родной матери на попечении чужих и не всегда милосердных людей. Найдя Шону и Дежу ночующими в автомобиле, Рэндалл и Бет привозят их к себе домой. Дежа очень устала от непростой жизни рядом с родной матерью. Шона считает, что она лишает Дежу детства. Шона уходит из дома Пирсонов, и она оставляет свою дочь. |            |                                                                                |                            |                                         |                  |             |                     |
| 36 | 18         | «Свадьба» «The Wedding»                                                        | Кен Олин                   | Айзек Аптейкер и Элизабет Бергер        | 13 марта 2018    | 2AZC18      | 10,94               |
| Кейт наконец отправится к алтарю. В самый счастливый день рядом с ней и Тоби будут многочисленные родственники. Джек Пирсон, отец Кейт, Кевина и Рэндалла, муж Ребекки, тоже незримо (в памяти родных) присутствует на свадьбе. Только Дежа очень угрюма. Девочка сильно переживает, так как ее родная мать, Шона отказалась от родительских прав. Кузина Бет Зои, свадебный фотограф, утешает Дежу, рассказывая о своем детстве в приемной семье. Однако после того, как мать Тоби говорит, что Дежа похожа на Рэндалла, Дежа срывается и колотит бейсбольной битой автомобиль Рэндалла. Во время торжества Кевин знакомится с Зои, кузиной Бет. |            |                                                                                |                            |                                         |                  |             |                     |